# Pawełek (baton)

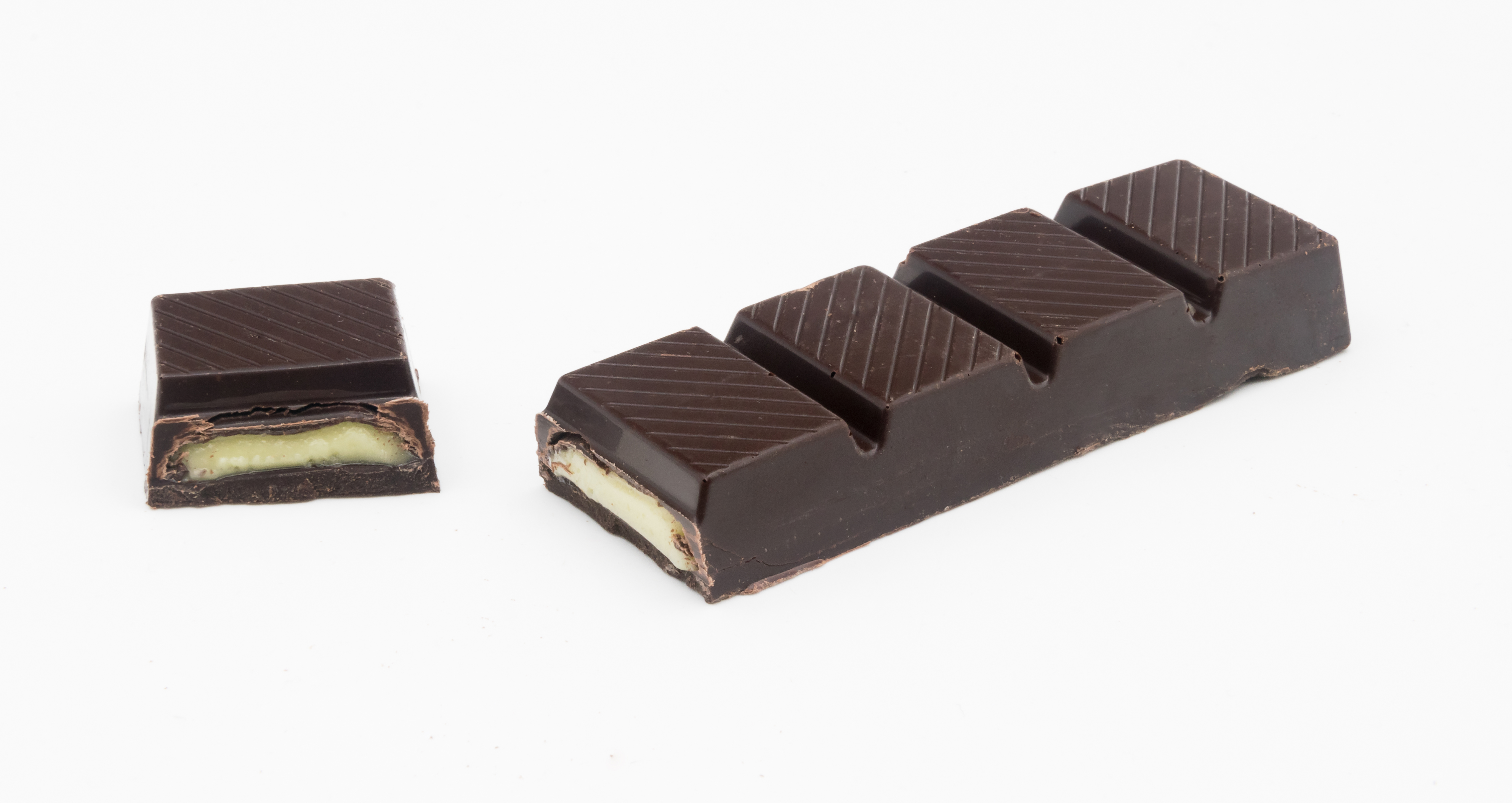
Baton Pawełek Advocat

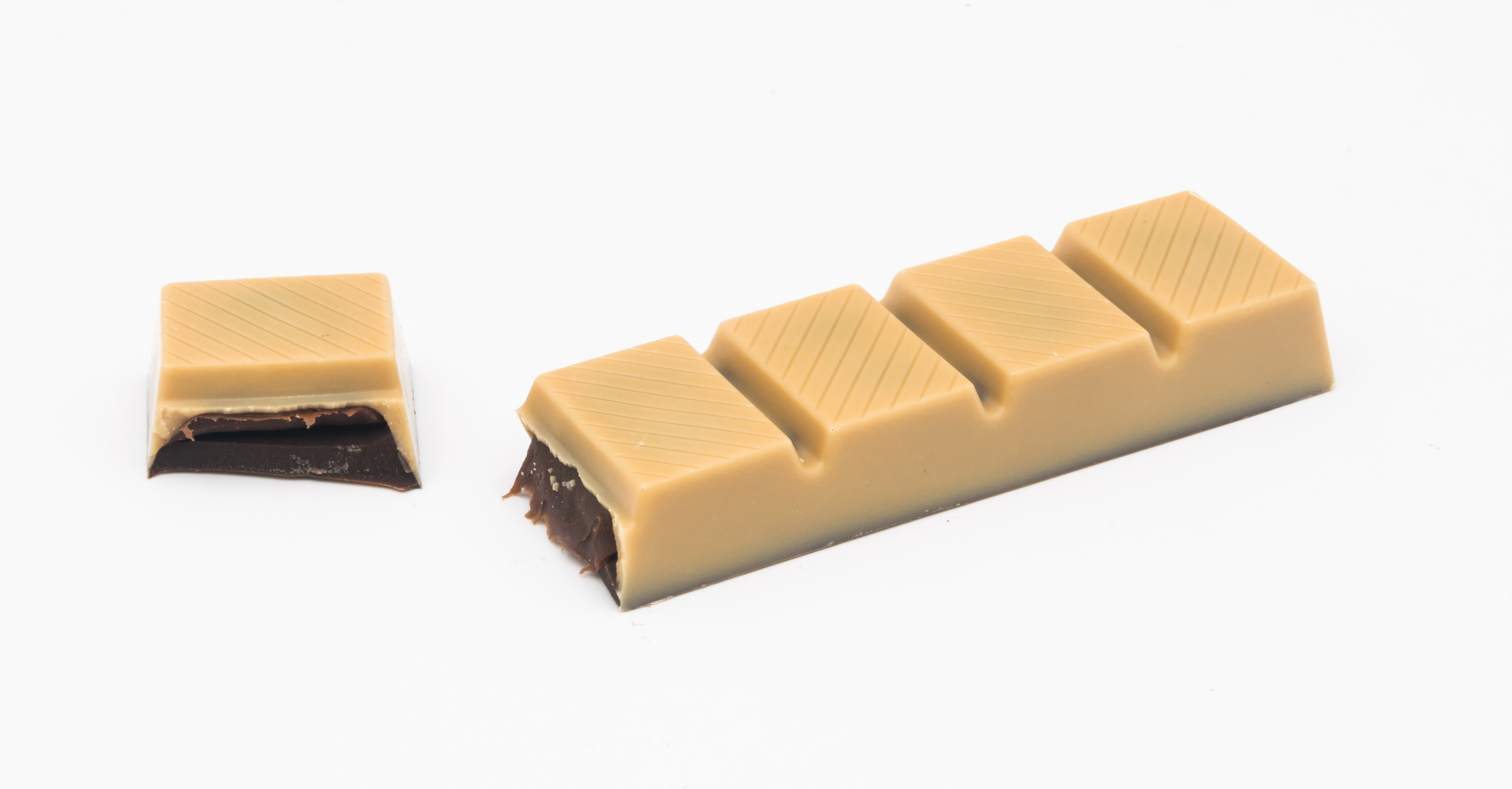
Baton Pawełek Duo Czekolada

Pawełek – baton z nadzieniem (toffi, adwokatowe, śmietankowe, czekoladowe, wiśniowe, kokosowe, słony karmel, piernikowe) oblany wedlowską czekoladą lub oblany czekoladą (mleczną, gorzką lub białą karmelową w zależności od wybranego wariantu smakowego), produkowany przez LOTTE Wedel Sp. z o.o. Został wymyślony w 1982 roku i był oficjalnym batonem Mistrzostw Europy w Piłce Nożnej 2012. Produkcję rozpoczęto wiosną 1987 roku.
Nazwa batonów Pawełek wywodzi się z lat 80. W tamtym okresie oprócz batonów w kuwerturze deserowej, klienci domagali się również batonów w kuwerturze mlecznej. Wtedy dwie technolożki opracowały recepturę batona, a że w tym czasie urodziły synów, którym dały na imię Paweł, powstała nazwa Pawełek.
Każdy batonik składa się z pięciu prostokątnych cząstek wypełnionych nadzieniem.

Skład: czekolada mleczna (miazga kakaowa, tłuszcz kakaowy, mleko pełne w proszku, serwatka mleczna w proszku, tłuszcz mleczny, emulgatory – lecytyna sojowa i E476, aromat), cukier, syrop glukozowy, tłuszcz roślinny częściowo utwardzony, spirytus (zawartość to 2,3% na jeden batonik, nadaje lekko alkoholowy posmak).
| /                           | w jednym batonie (45 g) |
| Wartość energetyczna (kcal) | 210                     |
| Białko (g)                  | 2,0                     |
| Węglowodany (g)             | 31,3                    |
| Tłuszcz (g)                 | 7,7                     |